# Sciapus vicinus
Sciapus vicinus är en tvåvingeart som beskrevs av Octave Parent 1925. Sciapus vicinus ingår i släktet Sciapus och familjen styltflugor. Inga underarter finns listade i Catalogue of Life.